# Гамо-Гофа (регион)

Регион Гамо-Гофа до 1995 года

Га́мо-Го́фа (амх. ጋሙ ጎፋ, до 1976 — Гэму-Гофа) — провинция на юге Эфиопии, носящая название двух этнических групп: гамо и гоффа. Впервые этот регион был включен в состав Эфиопии императором Менеликом Вторым в 1880 году. Столицей тогда был назначен город Чэнча. А в 1965 году столица была перенесена в город Арба-Мынч. В 1995 году регион был включен в состав Региона наций, национальностей и народов Юга.
По данным 1970 года провинция Гэму-Гофа имела следующее административное деление:
| Субпровинции                            | Районы |
| --------------------------------------- | --- |
| 1. Гардула (центр — Гидоле)             | 1. Бонке (центр — Мэскето) 2. Гардула (центр — Гидоле) 3. Гумайде (центр — Сэгэн) 4. Консо (центр — Бэкауле) 5. Кэмба (центр — Кэмба)                                                          |
| 2. Гофа (центр — Бульки)                | 1. Бонка-Мэскет (центр — Мэскето-Леска) 2. Гофа (центр — Фэлегэ-Ныуай) 3. Зала (центр — Гэльта) 4. Мэло-Коза (центр — Уой-Сэлам) 5. Уыб-Дэбрэ-Цэхай (центр — Бэто) 6. Уыб-Хаммэр (центр — Гоб) |
| 3. Гэлеб и Хаммэр-Бако (центр — Джинка) | 1. Бако-Газэр (центр — Алега) 2. Бэнаколе (центр — Кэй-Афэр) 3. Гэлеб 4. Мурси и Боди (центр — Хайлуха) 5. Хаммэр-Коке (центр — Хаммэр-Коке)                                                   |
| 4. Гэму (центр — Чэнча)                 | 1. Арба-Мынч (центр — Арба-Мынч) 2. Борэда (центр — Зэфэнэ) 3. Детта (центр — Мэнэна) 4. Кэча (центр — Сэлам-Бэр) 5. Мыыраб-Абая (центр — Бырбыр) 6. Чэнча (центр — Чэнча)                     |